# Eggeslevmagle Kirke
Eggeslevmagle Kirke ligger i landsbyen Eggeslevmagle ca. 5 km NØ for Skælskør (Region Sjælland). Indtil Kommunalreformen i 2007 lå det i Skælskør Kommune (Vestsjællands Amt), og indtil Kommunalreformen i 1970 lå det i Vester Flakkebjerg Herred (Sorø Amt).
Kor og skib er opført i romansk af rå og kløvet kamp iblandet frådsten, som visse steder er lagt i sildebensmønster. Den romanske kirke har haft apsis og tårn, hvilket blev konstateret ved udgravninger i 1907. I gotisk tid blev våbenhuset og det nuværende tårn opført, tårnet på resterne af det romanske tårn. Den rundbuede syddør er bevaret med borthuggede sidefalse, den senere udmuring blev fjernet i 1907, ved den lejlighed fandt man en ejendommelig overligger af træ med tværgående rundstave, overliggeren stammer muligvis fra en ciboriebygning omkring alteret. Norddøren er bevaret som indvendig blænding.
I skibets sydmur ses to oprindelige vinduer, det ene i brug. I vestgavlen ses tre rundbuede åbninger, som formodentlig stammer fra et herskabsgalleri i det romanske tårn, i åbningernes karme er indridset skibe og en kriger, formodentlig fra 1100-tallet. Våbenhusets gavl har cirkelblændinger mellem friser af rektangulære højblændinger og savskifte, typisk for midt og sydsjællandske blændingsdekorationer. I våbenhuset ses en runesten med kors og ordet Ulnod. I begyndelsen af 1500-tallet blev koret forlænget mod øst, gavlen har to tilmurede spidsvinduer og en tilmuret dør. Bygningen blev istandsat i 1866 og i 1907.
Kirken har fået indbygget hvælv i 1400-tallet, i koret er indbygget krydshvælv, i skibet er indbygget fire krydshvælv og to stjernehvælv i to rækker, så rummet er omdannet til en dobbeltskibet kirke. Øverst på hvælvingspillerne i skibet ses hoveder. Ved hvælvslagningen blev den runde korbue omdannet til en spidsbue. På hvælvingspillen ved korbuen ses en kalkmalet Kristoffer fra 1400-tallet, kalkmaleriet blev afdækket i 1907 sammen med kalkmalede ornamenter, som dog atter blev overkalket.
På alterbordet står en trefløjet altertavle fra sengotisk tid med udskårne relieffer, i midterfeltet ses Korsfæstelsen, i fløjene ses scener fra Passionen. Prædikestolen i højrenæssance er fra 1604, i et af felterne ses Universitetets våben.
Fontehimlen er fra o.1600. I kirken ses en sengotisk Mariafigur og et sengotisk krucifiks. I koret er opsat en gravsten over sognepræst Jens Rasmussen Bang (død 1602) og hustru Else Her Jensis (død 1602).
Den gotlandske font af kalksten har tolvsidet kumme

## Eksterne kilder og henvisninger
- Wikimedia Commons har flere filer relateret til Eggeslevmagle Kirke
- Eggeslevmagle Kirke Arkiveret 31. januar 2011 hos  Wayback Machine på nordenskirker.dk
- Eggeslevmagle Kirke Arkiveret 19. september 2015 hos  Wayback Machine på KortTilKirken.dk